# Lauri Cederberg
Lauri Antero Cederberg, född 20 april 1881 i Hausjärvi, död 15 november 1943 i Helsingfors, var en finländsk jurist. Han var son till Johan Antero Cederberg.
Cederberg blev student 1900, juris kandidat 1908, vicehäradshövding 1910 och juris doktor 1915. Han tjänstgjorde därefter vid Åbo hovrätt, där han blev notarie 1917, fiskal 1918 och assessor samma år. Han blev yngre ledamot av finska Lagberedningen 1917, äldre ledamot 1919, och var professor i handelsrätt vid Helsingfors universitet från 1924. Han utvecklade en omfattande juridisk skriftställarverksamhet.